# Бурка, Эллен
Эллен Бурка (англ. Ellen Burka), урождённая Данби (англ. Danby; 11 августа 1921, Амстердам, Нидерланды — 12 сентября 2016, Торонто, Канада) — канадская фигуристка и тренер.

## Биография
Родилась в еврейской семье. С детства отлично знала английский, голландский, французский и немецкий языки. Весной 1943 года она и её семья были отправлены в транзитный лагерь Вестерборк. Её родители и бабушка погибли в лагере смерти Собибор.
Чемпионка Нидерландов по фигурному катанию 1946 и 1947 годов.
Тренер Петры Бурка, Толера Крэнстона, Дороти Хэмилл, Элвиса Стойко, Сандры Безик, Вэла Безика, Патрика Чана, Кристофера Боумена. В 1995 году включена в Зал спортивной славы Канады, в 2013 году — в Международный еврейский зал спортивной славы.